# 43501 Oldroyd
43501 Oldroyd este o planetă minoră (asteroid), cu un diametru de 2,088 km, din centura de asteroizi. A fost descoperită pe 1 februarie 2001 la Stația Anderson Mesa de Lowell Observatory Near-Earth-Object Search. 
Obiectul prezintă o orbită caracterizată de o semiaxă mare de 2,4654525820026 UAi, o excentricitate de 0,14854236263436, o înclinație de 3,6745929401615 ° în raport cu ecliptica.